# Dorota Kozicka
Dorota Kozicka – dr hab. nauk humanistycznych, wykładowca Uniwersytetu Jagiellońskiego (pracuje jako adiunkt w Katedrze Krytyki Współczesnej na Wydziale Polonistyki). Krytyk literacki. Publikuje w „Dekadzie Literackiej”, „Odrze”, „Przeglądzie Politycznym”, „Pamiętniku Literackim” i „Ruchu Literackim”. Pracę doktorską, której przedmiotem było podróżopisarstwo dwudziestolecia międzywojennego, pisaną pod kierunkiem prof. Marty Wyki, obroniła w 2002 roku, wydana jako książka pt. Wędrowcy światów prawdziwych. Dwudziestowieczne relacje z podróży.

## Publikacje
- Wędrowcy światów prawdziwych: dwudziestowieczne relacje z podróży, Kraków 2003, wyd. Universitas, ISBN 83-242-0036-3
- "Chamuły", "gnidy", "przemilczacze"... Antologia dwudziestowiecznego pamfletu polskiego, Universitas, Kraków 2010
- Krytyczne (nie)porządki. Studia o współczesnej krytyce literackiej w Polsce, Universitas, Kraków 2012